# Стрелковский сельский округ
Стрелковский сельский округ — упразднённая административно-территориальная единица, существовавшая на территории Подольского района Московской области в 1994—2006 годах.
Стрелковский сельсовет был образован в составе Подольского района Московской области 28 августа 1936 года путём объединения Покровского и Услонского с/с.
14 июня 1954 года Стрелковский с/с был упразднён, а его территория включена в Брянцевский с/с.
15 июня 1959 года Стрелковский с/с был восстановлен из части территории упразднённого Быковского с/с (селения Жданово, Ивлево, Покров, Стрелково и посёлок Стрелковской фабрики) и ряда селений Брянцевского с/с (Агафоново, Ворыпаево, Макарово, Услонь и Холопово).
1 февраля 1963 года Подольский район был упразднён и Стрелковский с/с вошёл в Ленинский сельский район. 11 января 1965 года Стрелковский с/с был возвращён в восстановленный Подольский район.
30 июня 1969 года из Константиновского с/с Домодедовского района в Стрелковский с/с было передано селение Александровка.
14 июня 1984 года из Брянцевского с/с в Стрелковский были переданы селения Борисовка, Быковка, Быково, Бяконтово, Захарьино, Захарьинские Дворики, Ордынцы, Плещеево и Щербинка. Одновременно из Стрелковского с/с в Брянцевский были переданы селения Ворыпаево и Макарово.
22 января 1987 года в Стрелковском с/с было упразднено селение Воронова Дача.
3 февраля 1994 года Стрелковский с/с был преобразован в Стрелковский сельский округ.
В ходе муниципальной реформы 2004—2005 годов Стрелковский сельский округ прекратил своё существование как муниципальная единица. При этом все его населённые пункты были переданы в сельское поселение Стрелковское.
29 ноября 2006 года Стрелковский сельский округ исключён из учётных данных административно-территориальных и территориальных единиц Московской области.